# Johann Philipp von Harrach
Johann Joseph Philipp von Harrach (ur. 22 października 1678 w Wiedniu, zm. 8 sierpnia 1764 tamże) – austriacki wojskowy i polityk. Pochodził z bardzo wpływowej i rozgałęzionej rodziny Harrach wywodzącej się z Dolnej Austrii. 
21 października 1723 roku został mianowany na stopień marszałka polnego. Od roku 1738 do 1761 pełnił funkcje prezydenta Nadwornej Rady wojennej w Wiedniu (Hofkriegsrat). Od 1715 komtur komturii, 1733-1764 komtur prowincji austriackiej zakonu krzyżackiego.